# 総統民選期の中華民国
総統民選期の中華民国（そうとうみんせんきのちゅうかみんこく）とは、中華民国（台湾）の歴史のうち、総統の選出方法が国民による選挙となった1996年3月23日以降の時期を指す。
今の台湾の政局には、中華民国を「台湾国」に改称して中国からの完全な独立を目指す「泛緑連盟」と、中国大陸との統一を目指す「泛藍連盟」の二大陣営が存在している。泛緑連盟は主に民主進歩党、台湾基進、社会民主党、台湾緑党、台湾団結連盟、台澎党で構成され、親米日・反中の政策を行っている。一方、泛藍連盟は主に中国国民党、親民党、台湾民衆党で構成され、親中・反米日の政策を行っている。どちらにも所属しない中立派は、主に時代力量である。

## 沿革
台湾の歴史のうち、1945年10月25日の台湾光復から現在までが中華民国の統治下に置かれている時期であり、大きく2つの時期に分けられる。

### 第1期（独裁期）
1945年10月25日の中華民国による接収から1996年3月23日に初の総統直接選挙が実施されるまでの台湾は中国国民党による一党独裁（党国体制）の政治が行われていた。

#### 遷台以前
1949年10月1日の台湾への政府移転以前の中華民国は「大陸時期」と呼ばれる。
1928年の国民政府（蔣介石政権）による北伐完了以降、中華民国にはさまざまな矛盾が生じるようになり、改良が試みられていたが全部失敗した。1945年から1949年までの間、国民党は中国大陸と台湾の両方を支配下に置いていたが、第二次国共内戦で中国共産党（中華人民共和国）に敗北して大陸の領土を失った。

#### 遷台以降
1949年10月1日以降の中華民国は「台湾時期」と呼ばれる。
共産党に敗れた国民党は中華民国政府を台湾に移転させ、反撃の拠点とした。支配下に置いている領土は台湾地区（台湾島、澎湖諸島、金門島、馬祖島）しか残っていなかったが、国民党は引き続き中華民国を「中国を代表する正統な政府」と定義した。しかし、1996年から総統の選出方法が民選になったことにより、政府のあり方が「台湾地区の住民のみによる民意（選挙）に基づいて存在している政府」へと変化し、国家の存在定義の建前と現実とが乖離するようになった。。

### 第2期（民主期）
1996年3月23日の民主化以降が第2期である。
第2期が本記事の主題である。1996年の民衆による直接の総統選挙民主化以降、中華民国政府の総統・官僚・立法委員などの政治家は全て台湾地区の住民による選挙によって選出されるようになった。台湾は国民党による一党独裁という体制から脱し、政権交代も起こるようになった。この政府のあり方の変化と共に、民主化された中華民国は「中華民国第二共和制」と呼ばれる場合もある。
1990年代以降、台湾の政局では、「台湾独立・華独・台湾の定義・台湾地位未定論・法理独立・中国脅威論」など多くの論点をめぐり、台湾本土派の民主進歩党と中国大陸から渡った国民党は厳しい対立を始めた。若い世代の台湾人はこの影響を受け、中国文化よりも親しみ深い台湾の原住民文化・客家文化・閩南文化への関心が強まっている。本土派や民進党の勢力も急速に強まり、台湾では自分を中国人ではなく台湾人と認識するアイデンティティが強まっている。
2019年以降、民主進歩党の蔡英文総統は「中華民国台湾」という概念を提唱し、台湾を「中華民国の色を弱め、台湾の色を強める」方針をとっている。

## 第一期陳水扁時代（2000年 - 2004年）
1990年代前半の李登輝総統時代に本格化した中華民国の民主化の結果、外省人に対する本省人の政治的地位が向上したこともあり、台湾では自らを「中国人」ではなく「台湾人」と認識する「台湾人意識」（台湾人としてのアイデンティティを持とうとする意識）が高まった。
台湾人意識とそれに伴う「本土化」（中華民国を中国ではなく台湾の政権と位置づける概念）により、2000年の総統選挙では「台湾人意識」を強調した陳水扁元台北市長（後に民主進歩党党首も兼務）が当選し台湾政治の本土化が進んだ。更に李登輝前総統らが中心となり推進された台湾正名運動及び台湾独立運動（台独運動）の活性化がこの時期認められる。
その一方で台湾独立に反対し、中華人民共和国との現状維持を主張する中国国民党（以下「国民党」）や親民党の野党勢力も外省人を中心に強く支持されており、国会に相当する立法院では与野党の勢力が均衡し政局運営が不安定となり、中国統一か台湾独立かで国論の二分化がより深化した。
混迷する政局中、陳水扁は公民投票（国民投票）により台湾の将来を決定する政策を発表、2003年6月建設中の原子力発電所の工事中止についての是非などを問う住民投票を行うと宣言した。これを受けた立法院は2003年11月27日、『公民投票法案』を審議採択した。
採決は全38条について逐条形式で行われた。最も注目されたのは法の適用範囲に関する条項であったが、この条項に関しては民進党案（国名、国旗、領土の変更も提議出来るとするもので独立色が強い）ではなく、国民党・親民党案（これらの問題に明言を避けるもの）が賛成多数で採択された。
このような台湾での政治行動に対し、「一つの中国」政策を堅持する中華人民共和国は台湾独立の動向を牽制することを目的に、「台湾独立には武力行使も辞さず」という態度をとっている。
2004年に実施された最初の公民投票は、中華人民共和国以外にも、中台関係の現状維持を望む日本・アメリカ合衆国・フランスが難色を示したこともあり、その投票内容は非常に曖昧なものとなった。また投票結果が結局法定の有効投票率50％未満で無効になっている。

## 第二期陳水扁時代（2004年 - 2008年）
再選を目指した陳水扁は2004年の総統選挙に出馬したが、政局の混乱や台湾経済の停滞などにより、国民党と支持率が拮抗していた。しかし、投票直前の銃撃事件などで同情票を獲得した陳水扁は辛うじて過半数を獲得して再選されたが、その得票率の低迷はその後の政局運営の困難さを予想させる結果であった。
今回も当選を果たせなかった国民党は、中国共産党（以下「共産党」）と距離を保持する民進党に対し、国民党は親共産党路線を展開し、党首の連戦（当時）が北京を訪問し、1948年以来に国共両党首による会談を実現させるなど、共産党中国経済に深く依拠している台湾財界への支持を図っている。また陳水扁の娘婿のインサイダー株取引や夫人の不正経費処理問題により民進党への攻撃を強め、民衆による大規模な反陳水扁デモへとつながっている。
こうした中、陳水扁と民進党主席の座を争って敗れた施明徳が離党、反陳水扁運動を展開するなど民進党の内部分裂も進行している。民進党も2008年の総統選挙を睨んだ党勢を立て直しを図るが、民進党自体が独立系・民主化勢力が大同団結して結党された経緯もあり、両岸問題について意見の対立が存在するなど、党運営は難しい局面を迎えている。
努力するものの、元々様々な独立・民主化勢力が烏合して党を作ったという経歴もあり、また断固独立を目指す右派と、現状維持をよしとする左派との対立も表面化するなど、政治経験の薄い陳総統には苦しい展開が続いている。
又、国際政治環境も、台湾に大きな影響を与えている。共産党は民進党の下野を望み、国民党との経済重視の対話路線を展開し、台湾世論を反独立へと誘導しているといわれている。アメリカ政府も、イラクでの駐留問題などを抱え、中華人民共和国との協調路線を維持すべく台湾独立に反対との立場を改めて強調しており、2007年8月に中華民国政府は国際連合に対し「台湾」名義での加盟申請を提出した際に両国政府が不快感を示したことで、台湾の本土化を推進する民進党政権への打撃となっている。またそれまで台湾を支援していた中南米諸国でも、経済的影響力を増しつつある中華人民共和国への接近も認められ、2007年8月に行われた陳水扁による中米公式訪問でも大きな成果をあげることなく帰国している。
2008年の総統選挙を巡っては、国民党は外省人・本省人を問わず支持されている馬英九台北市長を候補者に擁立し政権奪取を目標に掲げ当選し、共産党との協調を交流拡大を掲げる国民党へと政権交代が実現することとなった。

## 馬英九時代（2008年-2016年）
2008年5月、政権交代により、国民党が8年ぶりに政権を奪還した。それまでの台湾の本土化を推進と、それに伴う両岸関係の悪化を招いた陳水扁政権に対し、中華人民共和国との協調と交流の拡大を政策方針とする施政転換が行われるものと考えられている。
2012年1月、現職の馬総統が民進党の蔡氏を破り、再選。
2016年中華民国総統選挙と2016年中華民国立法委員選挙が行われた。

## 蔡英文時代（2016年-2024年）
2016年に再び政権交代が起こり、蔡英文が史上初の女性総統となった。蔡英文政権は「一つの中国」を否定する方針をとっており台中関係は悪化、そのため中華人民共和国は台湾を孤立させるために中華民国と国交を結んでいた国への経済援助等で国交樹立する方針へと切り替えた。2024年5月までに国交を結んでいる国は12か国にまで減少した。一方で、2018年8月にはアメリカで台湾旅行法が成立したり、アメリカやヨーロッパの要人が相次いで訪台するなど、欧米との関係が強化された。
戒厳令時代の真相究明や少数派言語の保存、アジア初となる同性婚合法化など進歩主義が進んだ。
2017年12月5日、国民党政権時代の白色テロ等 人権弾圧の実態解明のために「促進転型正義委員会」の条例が可決された。
2018年12月25日、中華民国国語以外の言語の地位向上を認める法律が可決される。
2019年5月24日、司法院釈字第748号解釈施行法が施行され、アジアで初めて同性婚が合法化された国となった。
2020年1月11日に投開票が行われた総統選挙で蔡英文が史上最多となる800万票以上を獲得して再選され、立法委員選挙でも過半数を維持した。
選挙直後のコロナウイルスの流行において、蔡英文政権の迅速な防疫により封じ込めに成功し、台湾の世界的な知名度は非常に高まった。
蔡英文政権に対する世論調査では、再選直後から70%以上にのぼる支持率を獲得し、政権末期までおおむね過半数の支持を失わず退任した。支持率50%以上を得ながら退任したのは史上初かつ唯一となった。政府や政治家、公権力への信頼感が低い台湾では異例といえる評価を残した。
2024年総統選挙では蔡英文の後継である頼清徳が当選し、民主化以来初めて同じ党が3期連続で政権を担う快挙を達成、蔡英文路線が多くの人から評価されている証左となった。

## 頼清徳時代（2024年-現在）
2024年6月、「中華民国と中華人民共和国は互いに隷属しないのは社会の共通認識」と台湾海峡の現状を維持する姿勢を明確に示した。